# Icoca
Icoca é uma vila e comuna angolana que se localiza na província de Uíge, pertencente ao município de Quimbele.
Em 2019 a administração comunal de Icoca foi denunciada pelo ativista Rey Daddyx Manda Chuva ao VOA pelas péssimas condições das infraestruturas educacionais e sanitárias da vila.